# Extreme Rules 2017
Extreme Rules (2017) was een professioneel worstel-pay-per-view (PPV) en WWE Network evenement dat georganiseerd werd door WWE voor hun Raw brand. Het was de 9e editie van Extreme Rules en vond plaats op 4 juni 2017 in het Royal Farms Arena in Baltimore, Maryland.

## Matches
| Nr. | Match                                                                     | Winnaar(s)               | Opmerkingen | Bron  |
| --- | ------------------------------------------------------------------------- | ------------------------ | --- | ----- |
| 1p  | Kalisto vs. Apollo Crews (met Titus O'Neil)                               | Kalisto                  | Eén-op-één match. | [ 2 ] |
| 2   | The Miz (met Maryse) vs. Dean Ambrose (c)                                 | The Miz (nc)             | Eén-op-één match voor het WWE Intercontinental Championship.                                                                             | [ 2 ] |
| 3   | Rich Swann & Sasha Banks vs. Alicia Fox & Noam Dar                        | Rich Swann & Sasha Banks | Mixed Tag Team match. | [ 2 ] |
| 4   | Alexa Bliss (c) vs. Bayley                                                | Alexa Bliss              | Kendo stick-on-a-Pole match for the WWE Raw Women's Championship.                                                                        | [ 2 ] |
| 5   | Cesaro & Sheamus vs. The Hardy Boyz (Jeff & Matt Hardy) (c)               | Cesaro & Sheamus (nc)    | Steel Cage match voor het WWE Raw Tag Team Championship. Cesaro & Sheamus wonnen door te ontsnappen uit de kooi.                         | [ 2 ] |
| 6   | Neville (c) vs. Austin Aries                                              | Neville                  | Submission match voor het WWE Cruiserweight Championship.                                                                                | [ 2 ] |
| 7   | Samoa Joe vs. Finn Bálor vs. Roman Reigns vs. Seth Rollins vs. Bray Wyatt | Samoa Joe                | Extreme Rules match om de eerste volgende tegenstander te worden voor het WWE Universal Championship. Joe won door technical submission. | [ 2 ] |